# Лхота (Кладно)
Лхота (чеш. Lhota) је насељено мјесто са административним статусом сеоске општине (чеш. obec) у округу Кладно, у Средњочешком крају, Чешка Република.

## Становништво
Према подацима о броју становника из 2014. године насеље је имало 625 становника.